# Cantiere della Foce
Il cantiere della Foce è stato un cantiere navale di Genova che sorgeva alla foce del Bisagno, ed ha operato fino all'inizio degli anni trenta.
La Foce era un antichissimo borgo sorto sulle pendici rocciose del promontorio che delimitava a ponente la collina di Albaro, abitato da pescatori e contadini che per secoli hanno rifornito con i loro prodotti i mercati di Genova. L'abitato si estese successivamente anche alla base della collina, nella piana sulla sponda orientale del Bisagno, conservando tuttavia le caratteristiche di un piccolo borgo di pescatori e per secoli sulla spiaggia del borgo venivano costruite navi, in piccoli cantieri artigiani.

## Le origini
La zona sulla quale sorgeva il cantiere, appartenente alla Repubblica di Genova, era utilizzata quale piazza d’armi per l+addestramento delle milizie, quale area destinata alla quarantena, a lazzaretto in caso di epidemie, ed alla costruzione di navi su incarico del Magistrato delle galee.
Nel 1467, sull'area della Foce esistevano le rovine di un  edificio che era stato adibito ad ospedale per gli appestati e per le malattie contagiose,  in quell'area furono costruiti gli scali e le officine di un cantiere navale e contemporaneamente in un fabbricato adiacente, ricostruito e allestito un lazzaretto, costituendo così un unico grande edificio. Il fabbricato, nei primi anni del XVI secolo, venne ampliato della Repubblica di Genova, anche grazie alla generosità del notaio filantropo Ettore Vernazza e nel XVII secolo dal nobile Paolo Spinola.
La menzione storicamente documentata più antica della costruzione di navi alla Foce è del 1471, con l'affissione un proclama con cui si proibiva l'asportazione di legname, ferramenta e arnesi dall'Arsenale e si ha la documentazione di una licenza concessa, nel 1646, al capitano Gio Paolo Marabotto, per la costruzione di un vascello che doveva essere armato con quattro cannoni provenienti dalla Fiandra, in cui viene citato il luogo della lavorazione alla foce del Bisagno. Le scarse documentazioni pervenute fino allsa caduta della Repubblica di Genova attestano la realizzazione presso la Foce di alcune navi.
Il cantiere della Foce ebbe un notevole impulso all'inizio dell'Ottocento, nel periodo della Repubblica Ligure napoleonica. Le prime navi varate in quel cantiere furono la fregata "L'Incorruptible" e il brick "Le Cyclope" (16 novembre 1804), a cui seguì la fregata “La Pomone”, varata nel marzo 1805.

## L'arsenale

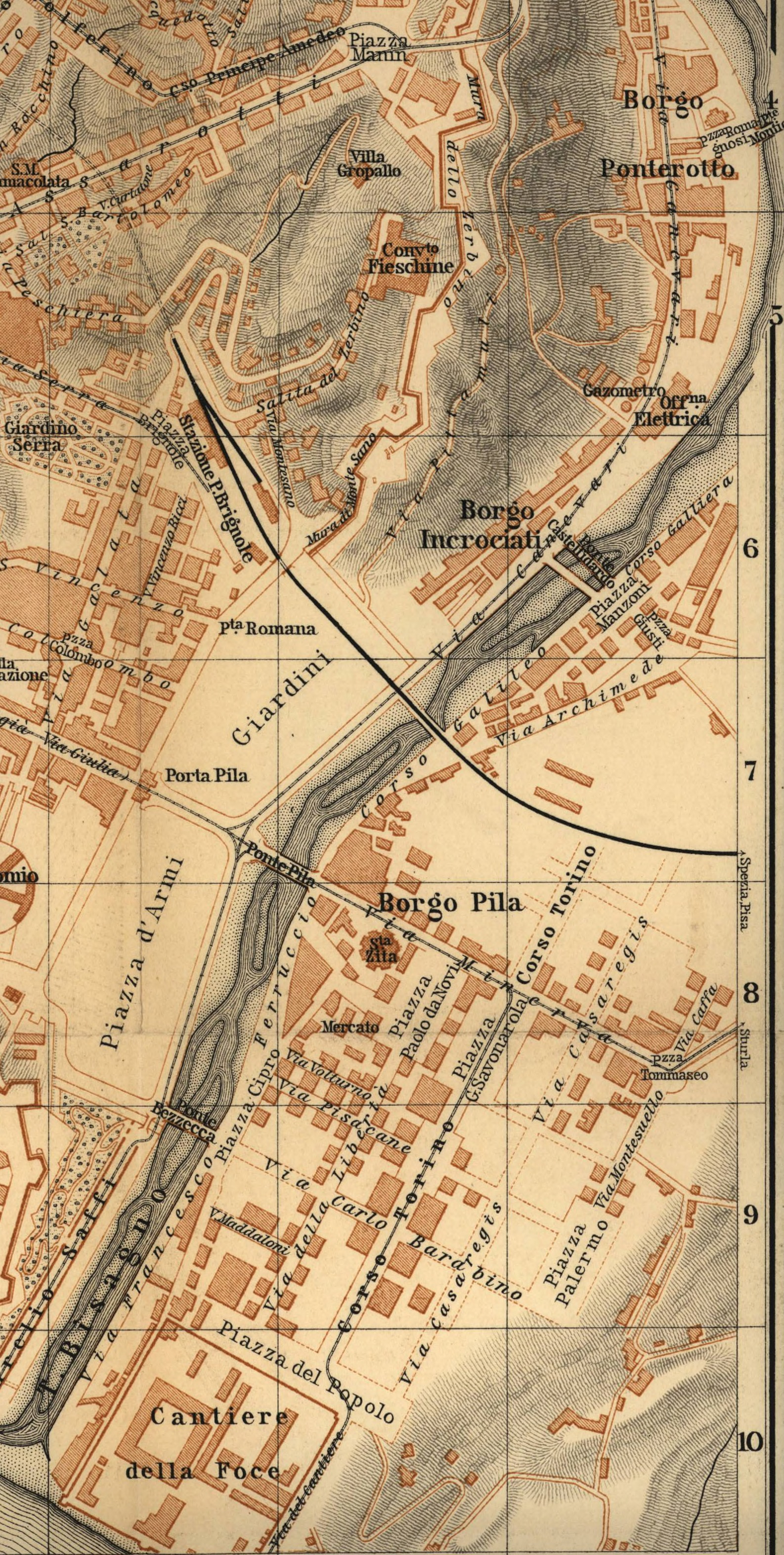
Mappa della zona della Foce (1893) con l'ubicazione del cantiere navale alla foce del Bisagno

Dopo l'annessione della Liguria al regno sabaudo per il cantiere ebbe inizio una vera e propria fase di sviluppo. Il Regno di Sardegna, che in precedenza disponeva solo del piccolo porto di Villefranche, nella contea di Nizza, dopo aver acquisito questo importante sbocco al mare, stabilì a Genova la sede della propria flotta, e il cantiere della Foce fu destinato alla costruzione delle nuove navi militari.
Il cantiere venne ampliato su parte dell'area dove in precedenza sorgeva un lazzaretto edificato nel XV secolo; con gli sviluppi della medicina, a metà dell'Ottocento le funzioni del lazzaretto furono trasferite al nuovo ospedale di Pammatone e l'edificio demolito per consentire l'ampliamento del cantiere che raggiungeva un'estensione di circa 70.000 m2 sulla sponda sinistra alla foce del Bisagno. Il cantiere occupava un vasto quadrilatero delimitato dalle attuali via Cecchi (allora piazza del Popolo), viale Brigate Partigiane, la spiaggia (oggi ampliata e divisa tra i due vasti piazzali J.F. Kennedy e Cavalieri di Vittorio Veneto) e via Rimassa, includendo al suo interno l'ampia piazza Rossetti e corso Marconi.
Il cantiere, di proprietà municipale, fu dato in gestione prima ai fratelli Westermann, poi ai fratelli Orlando, siciliani trapiantati a Genova e Luigi Orlando, uno dei fratelli, venne nominato direttore del cantiere. Gli Orlando erano quattro fratelli originari della Sicilia, già proprietari di un'industria meccanica di Palermo, che per motivi politici avevano abbandonato la loro isola. I fratelli Orlando vararono il primo piroscafo genovese, battezzato con il nome di Sicilia chiaramente in omaggio all'isola di origine. Durante la loro gestione Orlando, nel 1862, fu impostato l'avviso a elica "Vedetta", primo piroscafo militare con scafo in ferro costruito in Italia, varato nel 1866).
Nel 1865 gli Orlando trasferirono a Livorno le loro attività, abbandonando la gestione del cantiere.
Il borgo della Foce veniva inglobato nel 1873 al comune di Genova, quando, con un regio decreto, il Comune di Genova si espanse oltre il confine del Bisagno, inglobando, oltre alla Foce, i comuni di San Francesco d'Albaro, San Martino, Staglieno, Marassi e San Fruttuoso, e dando avvio ad un'espansione urbanistica che avrebbe radicalmente cambiato il volto di quei quartieri.
Nel 1880 Enrico Cravero prese in affitto dal Comune il vecchio cantiere della Foce, trasformandolo nel giro di pochi in un moderno complesso industriale.

## Il cantiere Odero
Nel 1890, Attilio Odero rilevò da Enrico Cravero il cantiere della Foce, unificandone l'attività con quello di Sestri Ponente. La nuova società ricostruì completamente le officine e le dotò di macchinario modernissimo con macchine e gru elettrificate, rinnovò le officine del montaggio, della fonderia e la costruzione delle caldaie le lavorazioni del rame ed installò l'apparecchiatura ad aria compressa per la ribaditura e il calafataggio, l'impianto ad acetilene per la saldatura.

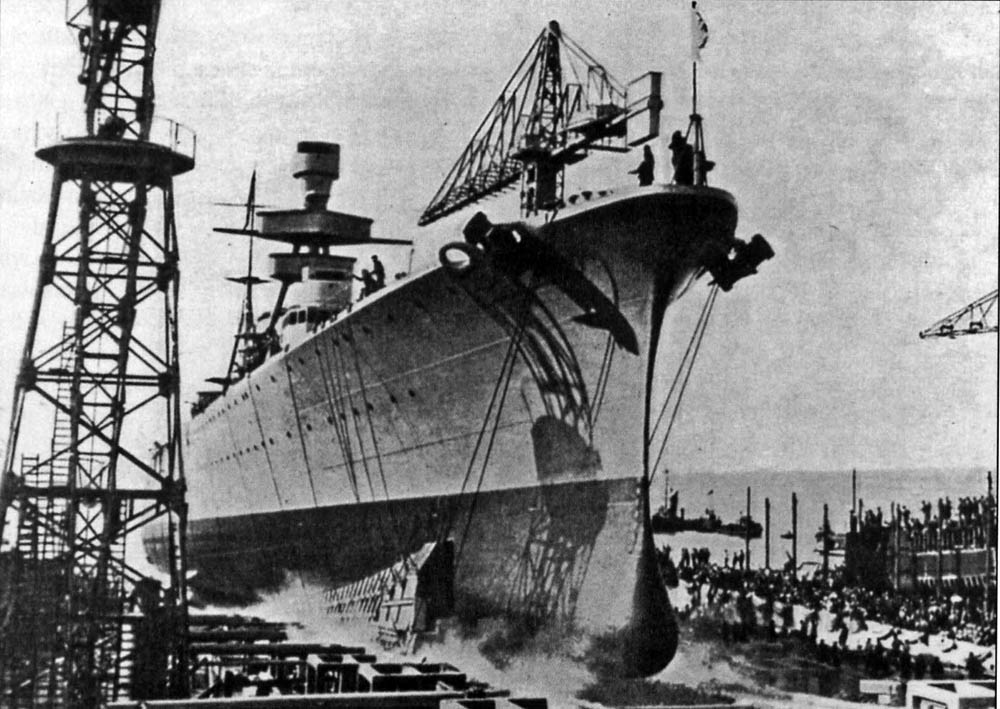
Il varo nel 1929 dell'incrociatore Almirante Brown della marina argentina, l'ultima nave costruita nel cantiere prima della chiusura

Il cantiere primi anni della sua esistenza occupava una superficie di 57.000 m quadri di cui quasi la metà coperti.
Durante la gestione Odero furono costruite grandi navi civili e militari, tra le quali il transatlantico Re Vittorio nel 1907, l'incrociatore Amalfi nel 1908 e la corazzata Leonardo da Vinci nel 1911. L'attività dei cantieri Odero si legò soprattutto a compagnie come Navigazione Generale Italiana con la costruzione di navi passeggeri e furono inoltre impegnati nella fornitura di piroscafi a ruota per la navigazione lacustre, specie la Società Lariana. Una di queste navi, la Concordia, varata nel 1926 è tuttora in servizio sul lago di Como, unico esemplare rimasto al mondo di battello a vapore con macchina del tipo Arturo Caprotti.
Negli anni successivi al primo conflitto mondiale, a causa della espansione della città di Genova le aree occupate dal cantiere della Foce divennero essenziali per fornire gli spazi necessari alla edilizia residenziale, per contro il cantiere  avrebbe avuto la necessità di trovare altri spazi per ospitare nuove costruzioni di maggior stazza.
Il cantiere cessò l'attività nel 1930, in seguito a nuovi lavori di urbanizzazione della città di Genova, che innovava tutta l'area a levante del Bisagno. L'ultima unità costruita fu l'incrociatore ARA Almirante Brown della classe Veinticinco de Mayo, ordinato dalla Marina argentina, varato il 28 settembre 1929.
Il posto dei cantieri venne occupato, per un breve periodo, dal Villaggio Balneare, sede di numerosi eventi fieristici, prima di lasciare spazio all'espansione urbanistica della città. Nel 1936 sulla sponda destra del Bisagno, ormai coperto, fu costruita la "Casa dei Pescatori", complesso edilizio destinato ad ospitare la popolazione dell'antico borgo adiacente al cantiere, demolito per far posto ai moderni insediamenti residenziali e alle nuove strade. In particolare, nell'area già occupata dal cantiere sorse il complesso residenziale di piazza Rossetti, progettato da Luigi Carlo Daneri.

## Principali realizzazioni
| Anno varo | Nome                                          | Tipo di costruzione                  | Committente                                            | Dati particolari       | Immagine |
| --------- | --------------------------------------------- | ------------------------------------ | ------------------------------------------------------ | ---------------------- | -------- |
| 1805      | Pomone                                        | Fregata a vela                       | Marine impériale                                       |                        |          |
| 1805      | Mercurio (brigantino)                         | brigantino                           | Marine impériale                                       |                        |          |
| 1816      | Maria Teresa (fregata)                        | Fregata a vela                       | Marina del Regno di Sardegna                           |                        |          |
| 1817      | Commercio di Genova                           | Fregata a vela                       | Marina del Regno di Sardegna                           |                        |          |
| 1827      | Des Geneys (fregata)                          | Fregata a vela                       | Marina del Regno di Sardegna                           |                        |          |
| 1827      | Aurora (corvetta)                             | corvetta a vela                      | Marina del Regno di Sardegna                           |                        |          |
| 1828      | Euridice (corvetta)                           | corvetta a vela                      | Marina del Regno di Sardegna                           |                        |          |
| 1829      | Regina (fregata)                              | Fregata a vela                       | Marina del Regno di Sardegna                           |                        |          |
| 1829      | Carlo Felice (fregata)                        | Fregata a vela                       | Marina del Regno di Sardegna                           |                        |          |
| 1831      | Staffetta (goletta)                           | Goletta                              | Marina del Regno di Sardegna                           |                        |          |
| 1837      | Ichnusa (avviso)                              | avviso a ruote                       | Marina del Regno di Sardegna                           |                        |          |
| 1838      | Iride (corvetta)                              | corvetta a vela                      | Marina del Regno di Sardegna                           |                        |          |
| 1840      | Tripoli (pirocorvetta)                        | pirocorvetta a ruote                 | Marina del Regno di Sardegna                           |                        |          |
| 1841      | Eridano (brigantino)                          | Brigantino                           | Marina del Regno di Sardegna                           |                        |          |
| 1841      | San Michele (fregata)                         | Fregata a vela                       | Marina del Regno di Sardegna                           |                        |          |
| 1843      | Colombo (brigantino)                          | Brigantino                           | Marina del Regno di Sardegna                           |                        |          |
| 1844      | Daino (brigantino)                            | Brigantino                           | Marina del Regno di Sardegna                           |                        |          |
| 1844      | Malfatano (pirocorvetta)                      | pirocorvetta a ruote                 | Marina del Regno di Sardegna                           |                        |          |
| 1847      | Azzardoso                                     | brigantino                           | Marina del Regno di Sardegna                           |                        |          |
| 1849      | San Giovanni (pirocorvetta)                   | pirocorvetta ad elica                | Marina del Regno di Sardegna                           |                        |          |
| 1856      | Vittorio Emanuele (pirofregata)               | pirofregata ad elica                 | Marina del Regno di Sardegna                           |                        |          |
| 1859      | Maria Adelaide (pirofregata)                  | pirofregata ad elica                 | Marina del Regno di Sardegna                           |                        |          |
| 1860      | Duca di Genova (pirofregata)                  | pirofregata ad elica                 | Marina del Regno di Sardegna                           |                        |          |
| 1862      | Principe Umberto (pirofregata)                | pirofregata ad elica                 | Marina del Regno di Sardegna                           |                        |          |
| 1863      | Principe di Carignano (pirofregata corazzata) | pirofregata corazzata                | Regia Marina                                           |                        |          |
| 1864      | Principessa Clotilde (pirocorvetta)           | pirocorvetta ad elica                | Regia Marina                                           |                        |          |
| 1865      | Roma (pirofregata)                            | pirofregata corazzata                | Regia Marina                                           |                        |          |
| 1866      | Vedetta (avviso)                              | avviso ad elica                      | Regia Marina                                           |                        |          |
| 1869      | Venezia (pirofregata)                         | pirofregata corazzata                | Regia Marina                                           |                        |          |
| 1905      | Italia (nave ospedale)                        | piroscafo passeggeri e nave ospedale | La Veloce Navigazione Italiana a Vapore e Regia Marina |                        |          |
| 1908      | Amalfi (incrociatore)                         | Incrociatore corazzato               | Regia Marina                                           |                        |          |
| 1910      | Città di Siracusa                             | piroscafo passeggeri                 | Ferrovie dello Stato Italiane                          |                        |          |
| 1911      | Leonardo da Vinci (nave da battaglia)         | nave da battaglia                    | Regia Marina                                           |                        |          |
| 1928      | Ichnusa (piroscafo)                           | piroscafo passeggeri e Dragamine     | Tirrenia di Navigazione e Regia Marina                 |                        |          |
| 1929      | ARA Almirante Brown (C-1)                     | Incrociatore pesante                 | Armada de la República Argentina                       | ultima nave realizzata |          |